# Giuseppe Badiali
Pour les articles homonymes, voir Badiali.
Giuseppe Badiali, né vers 1797 à Bologne, et mort après 1850 (vers 1859 ?), est un peintre et un scénographe italien.

## Biographie
Giuseppe Badiali naît vers 1797 à Bologne. 
Il peint la fresque du plafond du Teatro Comunale de Bologne, aujourd'hui perdue. 
Mais il est surtout connu pour ses décors scénographiques à l'opéra et au théâtre. Il a notamment réalisé les décors de : Semiramide de Rossini, au printemps 1827 et pour le Carnaval en 1829-1830 ; I Capuleti e i Montecchi à l'automne 1832 ; La sonnambula et I Puritani au printemps 1836, par Bellini ; Nabucodonosor, Ernani à l'automne 1847, Macbeth et Luisa Miller à l'automne 1850, par Verdi.
Pour le Teatrino Loup de Bologne, il a fourni des décors pour Elisa delle Alpi (1836) par C. Baldini ; à Reggio d'Émilie, pour leur Teatro Comunale, Dircé par A. Péri, Dianora de' Bardi (1843) par E. Priora ; à Turin pour le Teatro Carignano, Gemma di Vergy (1839) de Donizetti, et pour le Teatro Regio, Guglielmo Tell de Rossini, Oberto, Conte di San Bonifacio par Verdi, Il Templario (1840) par O. Nicolai ; à Florence pour le Teatro Alfieri, Il crociato in Egitto (1832) par Giacomo Mayerbeer ; à Rome pour le Teatro Apollo, Roberto Devereux (1838) et Marin Faliero de Donizetti, Medea in Corinto (1839) par Selli.
Parmi ses collaborateurs, figurent S. Fantoni et L. Martinelli.